# Copa Panamericana de Voleibol Femenino Sub-18 de 2011
La I Copa Panamericana de Voleibol Femenino Sub-18 se celebró del 1 al 8 de julio de 2011 en  México. El torneo contó con la participación de 8 selecciones; 5 de la NORCECA y 3 de la Confederación Sudamericana de Voleibol.

## Clasificaciones
| Confederación | Selecciones                                                            |
| ------------- | ---------------------------------------------------------------------- |
| CSV           | Argentina · Chile · Perú                                               |
| NORCECA       | Costa Rica · El Salvador · México · Puerto Rico · República Dominicana |

## Equipos participantes
| Grupo A              | Grupo B    |
| -------------------- | ---------- |
| El Salvador          | Argentina  |
| Perú                 | Chile      |
| Puerto Rico          | Costa Rica |
| República Dominicana | México     |

## Primera fase

### Grupo A

#### Resultados
| Fecha    | Encuentro                          | Resultado | Set   | Set   | Set   | Set   | Set   | Puntuación Total |
| Fecha    | Encuentro                          | Resultado | 1     | 2     | 3     | 4     | 5     | Puntuación Total |
| -------- | ---------------------------------- | --------- | ----- | ----- | ----- | ----- | ----- | ---------------- |
| 03-07-11 | Perú - El Salvador                 | 3-0       | 25-9  | 25-9  | 25-9  |       |       | 75-27            |
| 03-07-11 | República Dominicana - Puerto Rico | 3-0       | 25-23 | 25-19 | 25-14 |       |       | 75-56            |
| 04-07-11 | República Dominicana - El Salvador | 3-0       | 25-8  | 25-11 | 25-5  |       |       | 75-24            |
| 04-07-11 | Perú - Puerto Rico                 | 3-2       | 25-19 | 23-25 | 25-21 | 25-27 | 15-13 | 113-105          |
| 05-07-11 | Puerto Rico - El Salvador          | 3-0       | 25-10 | 25-5  | 25-18 |       |       | 75-33            |
| 05-07-11 | Perú - República Dominicana        | 0-3       | 18-25 | 14-25 | 12-25 |       |       | 44-75            |

#### Clasificación
| Pos | Equipo               | PJ | PG | PP | SF | SC | PTS |
| --- | -------------------- | -- | -- | -- | -- | -- | --- |
| 1   | República Dominicana | 3  | 3  | 0  | 9  | 0  | 6   |
| 2   | Perú                 | 3  | 2  | 1  | 6  | 5  | 5   |
| 3   | Puerto Rico          | 3  | 1  | 2  | 5  | 6  | 4   |
| 4   | El Salvador          | 3  | 0  | 3  | 0  | 9  | 3   |

### Grupo B

#### Resultados
| Fecha    | Encuentro              | Resultado | Set   | Set   | Set   | Set   | Set | Puntuación total |
| Fecha    | Encuentro              | Resultado | 1     | 2     | 3     | 4     | 5   | Puntuación total |
| -------- | ---------------------- | --------- | ----- | ----- | ----- | ----- | --- | ---------------- |
| 03-07-11 | Argentina - Costa Rica | 3-0       | 25-8  | 25-9  | 25-6  |       |     | 75-23            |
| 03-07-11 | México - Chile         | 3-0       | 25-8  | 25-15 | 25-12 |       |     | 75-35            |
| 04-07-11 | Argentina - Chile      | 3-0       | 25-18 | 25-11 | 25-13 |       |     | 75-42            |
| 04-07-11 | México - Costa Rica    | 3-0       | 25-11 | 25-11 | 25-9  |       |     | 75-31            |
| 05-07-11 | Chile - Costa Rica     | 3-1       | 25-18 | 25-16 | 22-25 | 25-12 |     | 97-71            |
| 05-07-11 | México - Argentina     | 0-3       | 14-25 | 14-25 | 20-25 |       |     | 48-75            |

#### Clasificación
| Pos | Equipo     | PJ | PG | PP | SF | SC | PTS |
| --- | ---------- | -- | -- | -- | -- | -- | --- |
| 1   | Argentina  | 3  | 3  | 0  | 9  | 0  | 6   |
| 2   | México     | 3  | 2  | 1  | 6  | 3  | 5   |
| 3   | Chile      | 3  | 1  | 2  | 3  | 7  | 4   |
| 4   | Costa Rica | 3  | 0  | 3  | 1  | 9  | 3   |

## Fase final

### Final 1º y 3º puesto
|  | Cuartos de final      | Cuartos de final |                        |                        | Semifinales          | Semifinales |  |  | Final                | Final |
|  |                       |                  |                        |                        |                      |             |  |  |                      |       |
|  |                       |                  |                        |                        |                      |             |  |  |                      |       |
|  |                       |                  |                        |                        |                      |             |  |  |                      |       |
|  | Argentina             |                  |                        |                        |                      |             |  |  |                      |       |
|  | 7 de julio – Tijuana  |                  |                        |                        |                      |             |  |  |                      |       |
|  | Directo a Semifinales |                  |                        |                        |                      |             |  |  |                      |       |
|  | Argentina             | 3                |                        |                        |                      |             |  |  |                      |       |
|  | Argentina             | 3                | 6 de julio – Tijuana   |                        |                      |             |  |  |                      |       |
|  |                       | Perú             | 1                      |                        |                      |             |  |  |                      |       |
|  | Perú                  | Perú             | 1                      | 3                      |                      |             |  |  |                      |       |
|  | Perú                  |                  | 8 de julio – Tijuana   | 3                      |                      |             |  |  |                      |       |
|  | Chile                 | 0                |                        |                        |                      |             |  |  |                      |       |
|  | Chile                 | 0                | Argentina              | 3                      |                      |             |  |  |                      |       |
|  |                       |                  | Argentina              | 3                      |                      |             |  |  |                      |       |
|  |                       | México           | 2                      |                        |                      |             |  |  |                      |       |
|  | República Dominicana  | México           | 2                      |                        |                      |             |  |  |                      |       |
|  | 7 de julio – Tijuana  |                  |                        |                        |                      |             |  |  |                      |       |
|  | Directo a Semifinales |                  |                        |                        |                      |             |  |  |                      |       |
|  | República Dominicana  | 2                | Tercer y cuarto puesto | Tercer y cuarto puesto |                      |             |  |  |                      |       |
|  | República Dominicana  | 2                | Tercer y cuarto puesto | Tercer y cuarto puesto | 6 de julio – Tijuana |             |  |  |                      |       |
|  |                       | México           | 3                      |                        |                      |             |  |  |                      |       |
|  | México                | México           | 3                      | 3                      | Perú                 | 2           |  |  |                      |       |
|  | México                |                  |                        | 3                      | Perú                 | 2           |  |  |                      |       |
|  | Puerto Rico           | 0                |                        | República Dominicana   | 3                    |             |  |  |                      |       |
|  | Puerto Rico           | 0                |                        |                        | 3                    |             |  |  |                      |       |
|  |                       |                  |                        |                        |                      |             |  |  | 8 de julio – Tijuana |       |
|  |                       |                  |                        |                        |                      |             |  |  |                      |       |

#### Resultados
| Fase             | Fecha    | Encuentro                     | Resultado | Set   | Set   | Set   | Set   | Set   | Puntuación Total |
| Fase             | Fecha    | Encuentro                     | Resultado | 1     | 2     | 3     | 4     | 5     | Puntuación Total |
| ---------------- | -------- | ----------------------------- | --------- | ----- | ----- | ----- | ----- | ----- | ---------------- |
| Cuartos de Final | 06-07-11 | Perú - Chile                  | 3-0       | 25-9  | 25-13 | 25-11 |       |       | 75-33            |
| Cuartos de Final | 06-07-11 | México - Puerto Rico          | 3-0       | 26-24 | 25-17 | 28-26 |       |       | 79-67            |
| Semifinal        | 07-07-11 | Argentina - Perú              | 3-1       | 25-21 | 24-26 | 25-22 | 25-15 |       | 99-84            |
| Semifinal        | 07-07-11 | República Dominicana - México | 2-3       | 25-19 | 12-25 | 25-18 | 23-25 | 5-15  | 90-102           |
| Final            | 08-07-11 | Argentina - México            | 3-2       | 25-20 | 25-27 | 25-21 | 15-25 | 15-13 | 105-106          |
| Tercer Puesto    | 08-07-11 | Perú - República Dominicana   | 2-3       | 25-23 | 25-23 | 13-25 | 12-25 | 9-15  | 84-111           |

### Final 5º y 7º puesto
|  | Semifinales          | Semifinales          |   |                      | Final                | Final |  |
|  |                      |                      |   |                      |                      |       |  |
|  |                      |                      |   |                      |                      |       |  |
|  | 7 de julio – Tijuana |                      |   |                      |                      |       |  |
|  | El Salvador          | 0                    |   |                      |                      |       |  |
|  | Chile                | 3                    |   |                      |                      |       |  |
|  |                      |                      |   |                      |                      |       |  |
|  |                      |                      |   |                      | 8 de julio – Tijuana |       |  |
|  |                      |                      |   |                      | Chile                | 0     |  |
|  |                      | Puerto Rico          | 3 |                      |                      |       |  |
|  |                      |                      |   |                      |                      |       |  |
|  |                      |                      |   |                      |                      |       |  |
|  |                      |                      |   |                      | Tercer lugar         |       |  |
|  | 7 de julio – Tijuana | 7 de julio – Tijuana |   | 8 de julio – Tijuana | 8 de julio – Tijuana |       |  |
|  | Costa Rica           | 0                    |   | El Salvador          | 2                    |       |  |
|  | Puerto Rico          | 3                    |   |                      | Costa Rica           | 3     |  |

#### Resultados
| Fase           | Fecha    | Encuentro                | Resultado | Set   | Set   | Set   | Set   | Set  | Puntuación Total |
| Fase           | Fecha    | Encuentro                | Resultado | 1     | 2     | 3     | 4     | 5    | Puntuación Total |
| -------------- | -------- | ------------------------ | --------- | ----- | ----- | ----- | ----- | ---- | ---------------- |
| Semifinal      | 07-07-11 | El Salvador - Chile      | 0-3       | 23-25 | 21-25 | 20-25 |       |      | 64-75            |
| Semifinal      | 07-07-11 | Costa Rica - Puerto Rico | 0-3       | 15-25 | 10-25 | 19-25 |       |      | 44-75            |
| Quinto Puesto  | 08-07-11 | Chile - Puerto Rico      | 0-3       | 15-25 | 14-25 | 20-25 |       |      | 49-75            |
| Séptimo Puesto | 08-07-11 | El Salvador - Costa Rica | 2-3       | 16-25 | 25-23 | 24-26 | 25-21 | 6-15 | 96-110           |

## Distinciones individuales
| Distinción      | Nombre             | Equipo               |
| --------------- | ------------------ | -------------------- |
| MVP             | Priscila Bosio     | Argentina            |
| Mejor anotadora | Samantha Bricio    | México               |
| Mejor ataque    | Brayelin Martinez  | República Dominicana |
| Mejor bloqueo   | Luz Divina Nuez    | República Dominicana |
| Mejor servicio  | Alejandra Isiorida | México               |
| Mejor armadora  | Graciela Allende   | Argentina            |
| Mejor recepción | Jazmín Molly       | Argentina            |
| Mejor defensa   | Dianise Rodríguez  | Puerto Rico          |
| Mejor líbero    | Winnifer Fernandez | República Dominicana |

## Clasificación general
| Pos | Equipo               |
| --- | -------------------- |
|     | Argentina            |
|     | México               |
|     | República Dominicana |
| 4   | Perú                 |
| 5   | Puerto Rico          |
| 6   | Chile                |
| 7   | Costa Rica           |
| 8   | El Salvador          |

## Podio
| Argentina           |
| Campeón             |
| Argentina 1º título |

| México      |
| Sub-Campeón |
| México      |

| República Dominicana |
| 3º Lugar             |
| República Dominicana |